# Strzyżyno
Strzyżyno (deutsch Stresow, Kreis Stolp/Pommern, kaschubisch Strzëżëno, slowinzisch Střȧ̃žänɵ) ist ein Dorf in der polnischen Woiwodschaft Pommern und gehört zur Landgemeinde Damnica (Hebrondamnitz) im Powiat Słupski (Kreis Stolp).

## Geographische Lage und Verkehrsanbindung
Strzyżyno liegt in Hinterpommern, etwa 25 Kilometer östlich der Kreisstadt Słupsk (Stolp) am rechten Ufer der Lupow (Łupawa). Eine Nebenstraße, die Bobrowniki (Bewersdorf) mit Potęgowo (Pottangow) verbindet, führt durch das Dorf, das über eine weitere Straße mit dem Nachbarort Łebień (Labehn) verbunden ist. Strzyżyno ist Bahnstation an der Bahnstrecke Stargard Szczeciński–Gdańsk, die die Bezeichnung Strzyżyno Sł(upskie) trägt.

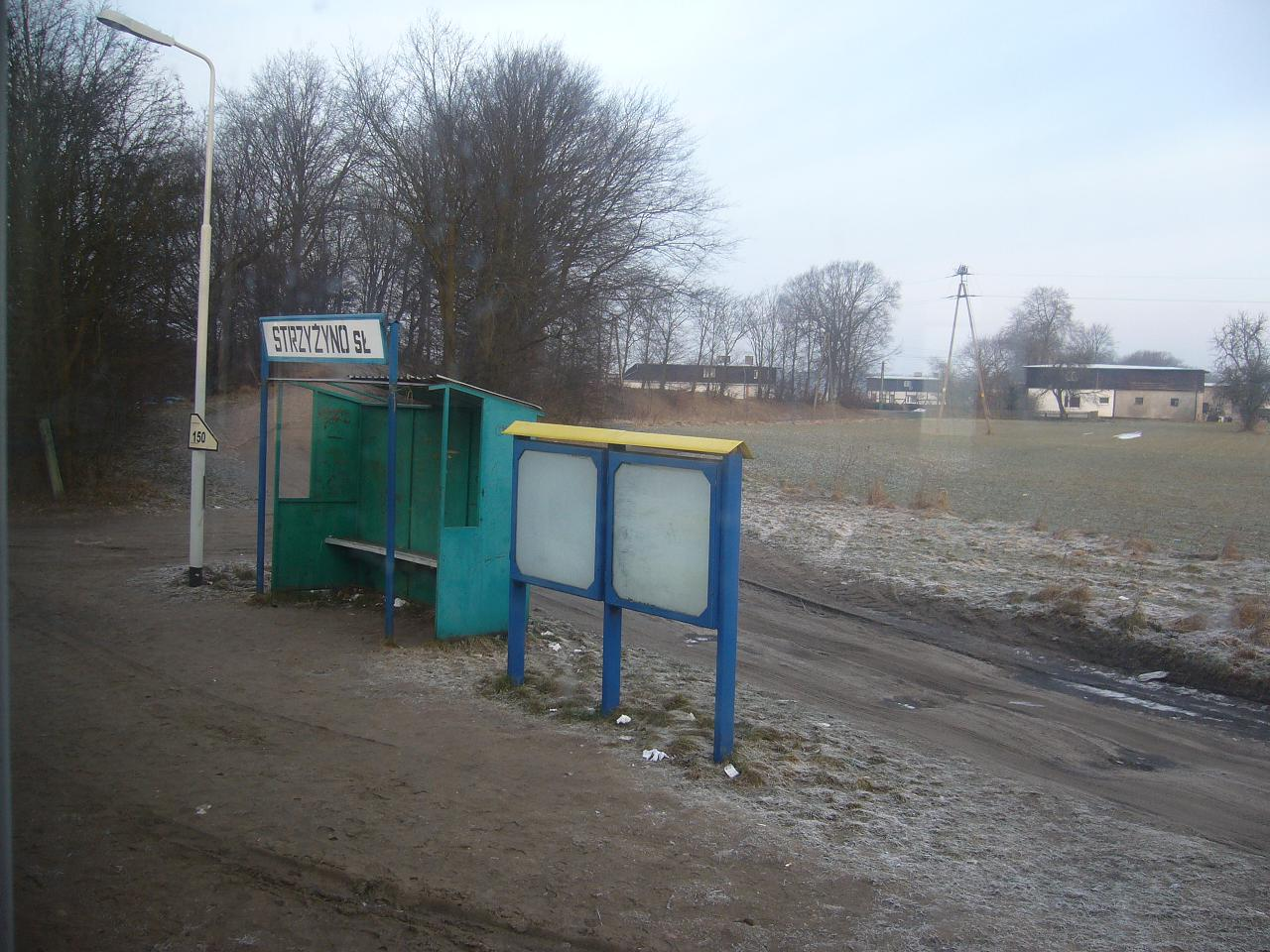
Die Bahnstation Strzyżyno Słupskie

## Ortsname
Die deutsche Ortsbezeichnung Stresow ist ein mehrfach vorkommender pommerscher und provinzsächsischer Name. Der polnische Ortsname kommt nur hier vor.

## Geschichte
Strzyżyno war früher ein Vorwerk zu Klein Gluschen (heute polnisch: Głuszynko) und wie diese 1639 ein Ritzensches und ab 1688 ein Grumbkowsches Lehen. 1766 kam Klein Gluschen in den Besitz von Generalmajor Peter Christoph von Zitzewitz. Zwischen 1803 und 1834 war es Eigentum der Familie von Kösteritz, danach folgten wechselnde Besitzer. In den Jahren 1930 bis 1932 wurde das Gut aufgesiedelt und es entstanden 32 Stellen.
Im Jahre 1910 zählte Stresow 184 Einwohner. Ihre Zahl stieg bis 1933 auf 304 und betrug 1939 noch 277.
Vor 1945 gehörte Stresow mit den vier Ortschaften Kurweil, Siedlung Bewersdorfer Straße, Siedlung Labehner Straße und Stresow Bahnhof zum Amts- und Standesamtsbezirk Klein Gluschen (Głuszynko) im Landkreis Stolp im Regierungsbezirk Köslin in der preußischen Provinz Pommern. Gendarmeriebezirk war Pottangow (Potęgowo), Amtsgerichtsbereich Stolp (Słupsk).
Am 9. März 1945 drang sowjetische Infanterie aus Richtung Labehn (Łebień) kommend in Stresow ein und besetzte das Dorf und den Bahnhof. Am 10. April brach Typhus aus, viele Einwohner und Flüchtlinge aus Ostpreußen fielen der Seuche zum Opfer. Im August 1945 nahmen Polen den Ort in Besitz. Die Dorfbevölkerung wurde deportiert. Aus dem deutschen Bauerndorf Stresow wurde das polnische Strzyżyno, das heute ein Teil der Gmina Damnica im Powiat Słupski in der Woiwodschaft Pommern (1975–1998 Woiwodschaft Stolp) ist und heute 280 Einwohner zählt.

## Kirche
Die Stresower Bevölkerung war bis 1945 fast ausnahmslos evangelischer Konfession. Das Dorf war eines von 13 Orten, die in das Kirchspiel Dammen (heute polnisch: Damno) eingepfarrt waren, das zum Kirchenkreis Stolp-Altstadt im Ostsprengel der Kirchenprovinz Pommern der Kirche der Altpreußischen Union gehörte. Letzter deutscher Geistlicher war Pfarrer Magnus Erdmann.
Seit 1945 sind die Einwohner von Strzyżyno überwiegend katholisch. Die pfarramtliche Verbindung besteht wie bisher: die – nun katholische – Pfarrei Damno (Dammen) gehört zum Dekanat Główczyce (Glowitz) im Bistum Pelplin der Katholischen Kirche in Polen. Hier lebende evangelische Kirchenglieder sind der Filialkirche Główczyce der Kreuzkirchengemeinde in Słupsk (Stolp) in der Diözese Pommern-Großpolen der Evangelisch-Augsburgischen Kirche in Polen zugeordnet.

## Schule
In der im Jahre 1932 einstufigen Volksschule unterrichtete ein Lehrer 38 Schulkinder. Die letzten deutschen Lehrer waren Berthol Lange und Fritz Scheewe.